# Barrette (couvre-chef)
Pour les articles homonymes, voir Barrette.

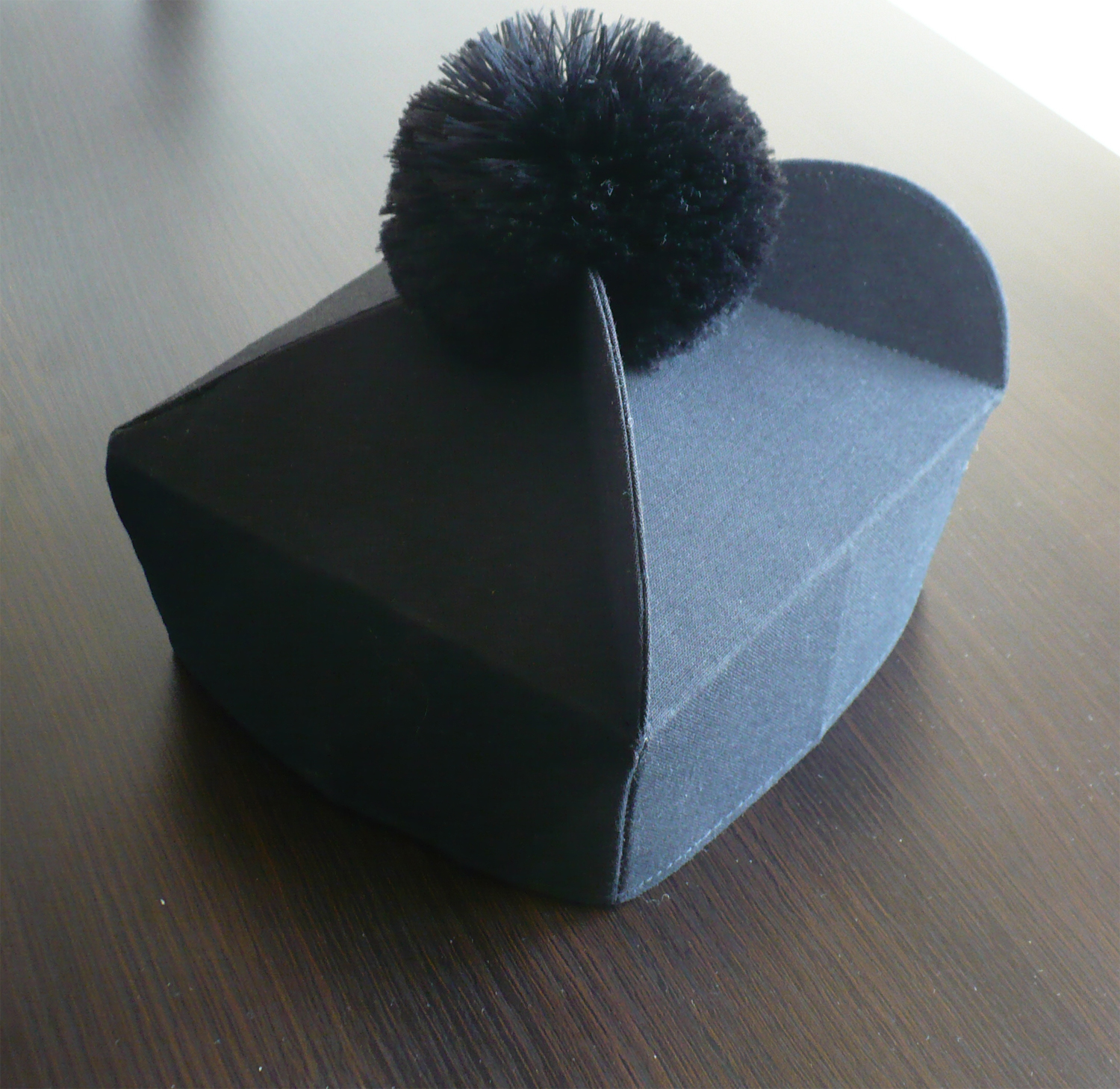
Barrette noire.

Le mot barrette est dérivé du latin médiéval biretum (berretta en italien) qui désigne tout type de coiffure associé au costume d'une fonction, synonyme de « bonnet carré ». En français, barrette, distinguée du bonnet doctoral, désigne plus spécifiquement le couvre-chef associé au vêtement de chœur des clercs qui la portent lors des offices liturgiques et parfois en dehors des églises. Équivalente du capuce des moines par sa fonction, elle en diffère par la forme et le matériau. La barrette ecclésiastique est aujourd'hui de forme carrée et de structure rigide, en étoffe doublée de tissu épais, de la couleur de la soutane, de carton ou de cuir. Elle possède à son sommet une houppe ou un cordon duquel partent trois cornes ou quatre cornes.

## Origine et utilisation

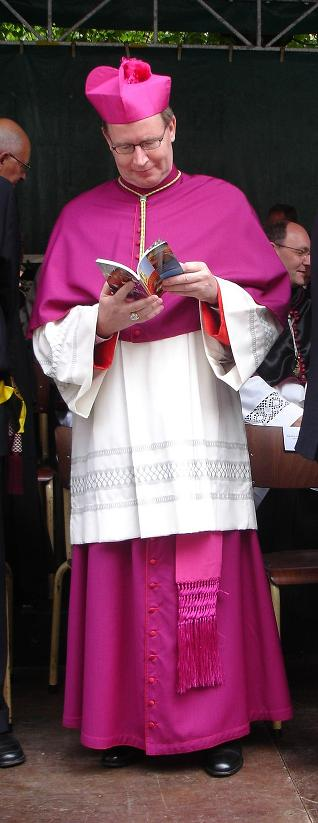
Évêque portant la barrette violette.

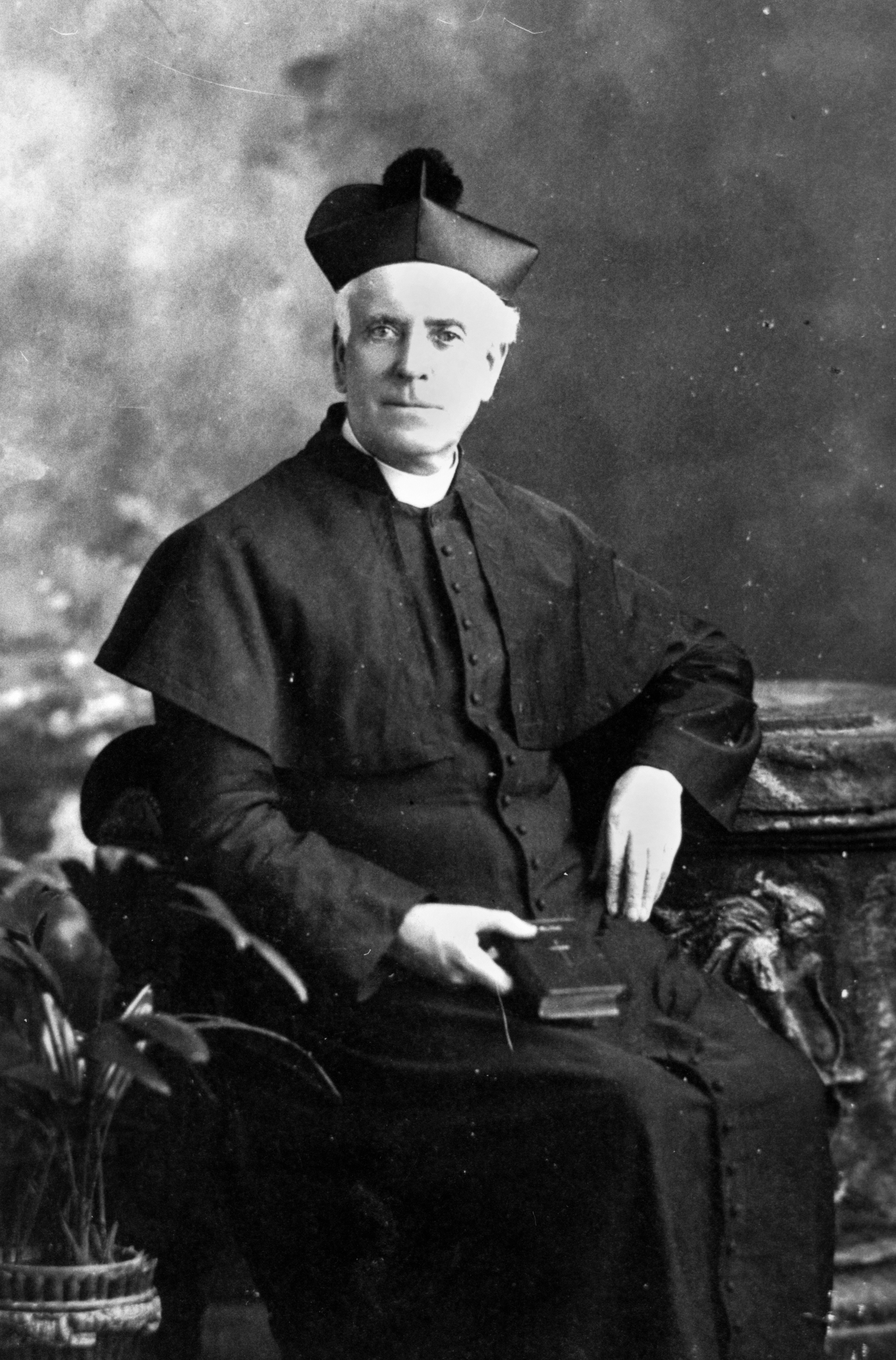
Dans le passé en quelques pays le clergé employait la barrette même en dehors de l'habit de chœur, ce qui n'est plus permis.

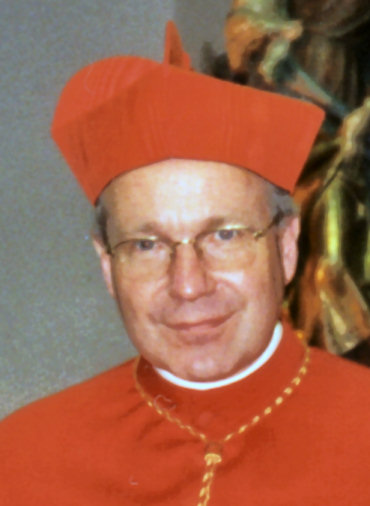
Le cardinal Christoph Schönborn portant la barrette rouge.

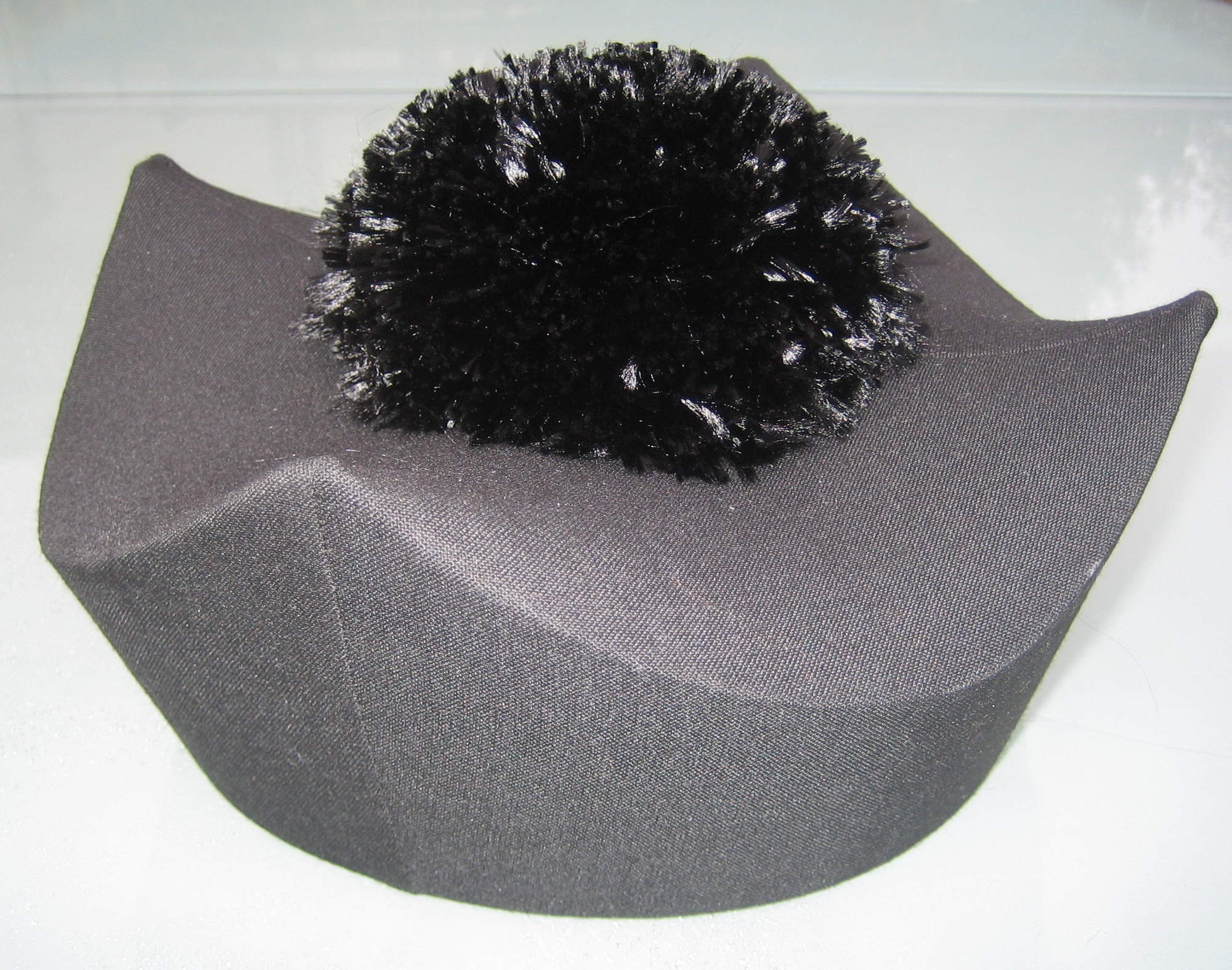
Bonete, version espagnole de la barrette - Collection Philippi.

La barrette a eu jusqu'au XVIIIe siècle la forme d'un simple bonnet rond et souple, surmonté d'une houppe. L'usage d'une coiffure ainsi nommée était commun à tous les clercs tonsurés ou assimilés ; sauf usages particuliers, la barrette n'est donc pas réservée aux ordres majeurs ni aux fonctions liturgiques. La barrette ecclésiastique n'est l'insigne d'aucun grade académique et ne doit pas être confondue avec le bonnet doctoral qui s'en distingue par des galons, ornements, couleurs et formes spécifiques aux lieux, institutions et facultés. 
La barrette à trois cornes est portée avec la corne orpheline ou médiane au-dessus de l'oreille droite.

### La barrette catholique ecclésiastique
Comme coiffure des clercs, sa forme a varié selon les lieux et les époques, plus ou moins carrée, plus ou moins haute, plus ou moins large. L'usage romain veut que la barrette portée au chœur ait trois cornes. Les usages français sont plus souples sur ce point et l'on voyait souvent des barrettes à quatre cornes [réf. nécessaire]. Alors que la barrette des cardinaux est surmontée d'une simple ganse, celle des autres ecclésiastiques est parfois ornée d'une houppe, noire ou de couleur, selon la dignité de celui qui la porte.
La barrette est, la plupart du temps, de la même couleur que le costume ecclésiastique, c'est-à-dire noire pour les prêtres, violette pour les évêques et certains chanoines, rouge pour les cardinaux. Certains prélats de la famille pontificale portent, alors que le reste de leur costume est violet, une barrette noire ornée d'une houppe de couleur. Les membres de quelques ordres religieux portent une barrette blanche. 
Avant 1962 la barrette était portée pour célébrer la messe et l'office divin par les prêtres du clergé séculier et les ministres sacrés ainsi que par tous les clercs y assistant au chœur. L'édition du Missel romain promulguée par le pape Jean XXIII en 1962 n'abolit pas l'obligation du prêtre célébrant la messe d'accéder à l'autel capite cooperto (la tête couverte) : en effet, si la phrase du Ritus servandus in celebratione Missae, II, 1, où antérieurement on lisait : « capite cooperto accedit ad Altare» a disparu, il n'en demeure pas moins que le rite suppose que le prêtre soit couvert de la barrette en arrivant à l'autel, comme l'indique la rubrique II, 2, « cum pervenerit ad altare, stans ante illius infimum gradum, caput detegit, biretum ministro porrigit ». 
Dans le Missel romain, après le concile Vatican II, en revanche, ne figure ni mention d'un couvre-chef du prêtre célébrant, ni aucune interdiction en la matière. Toutefois, l'instruction de la Secrétairerie d'État Ut sive sollicite du 31 mars 1969 ne permet plus l'usage de la barrette que comme partie de l'habit de chœur et pas comme coiffe normale en dehors de l'église, limitation indiquée aussi dans le Cérémonial des Évêques de 1984.

### La barrette doctorale
La toque doctorale prend le nom et la forme de barrette lorsqu'elle est portée par un ecclésiastique docteur des universités pontificales. Elle peut être portée en dehors du chœur. Elle est à quatre cornes, ornée d'une houppe de couleur qui varie selon la matière et les régions : cramoisie pour la théologie dogmatique, blanche pour la théologie morale et verte pour le droit canonique.

### La barrette protestante
Les pasteurs protestants en Allemagne ne portent de barrettes que pour les services religieux à l'extérieur, surtout les enterrements. La barrette est souvent ronde et noire, mais d'autres formes et couleurs existent suivant la région.

### Autres barrettes
Anciennement, le casque de cuir des mineurs se nommait barrette.
Actuellement, on retrouve cette coiffe en couvre-chef des Chevaliers du Tastevin, une confrérie vineuse bourguignonne.

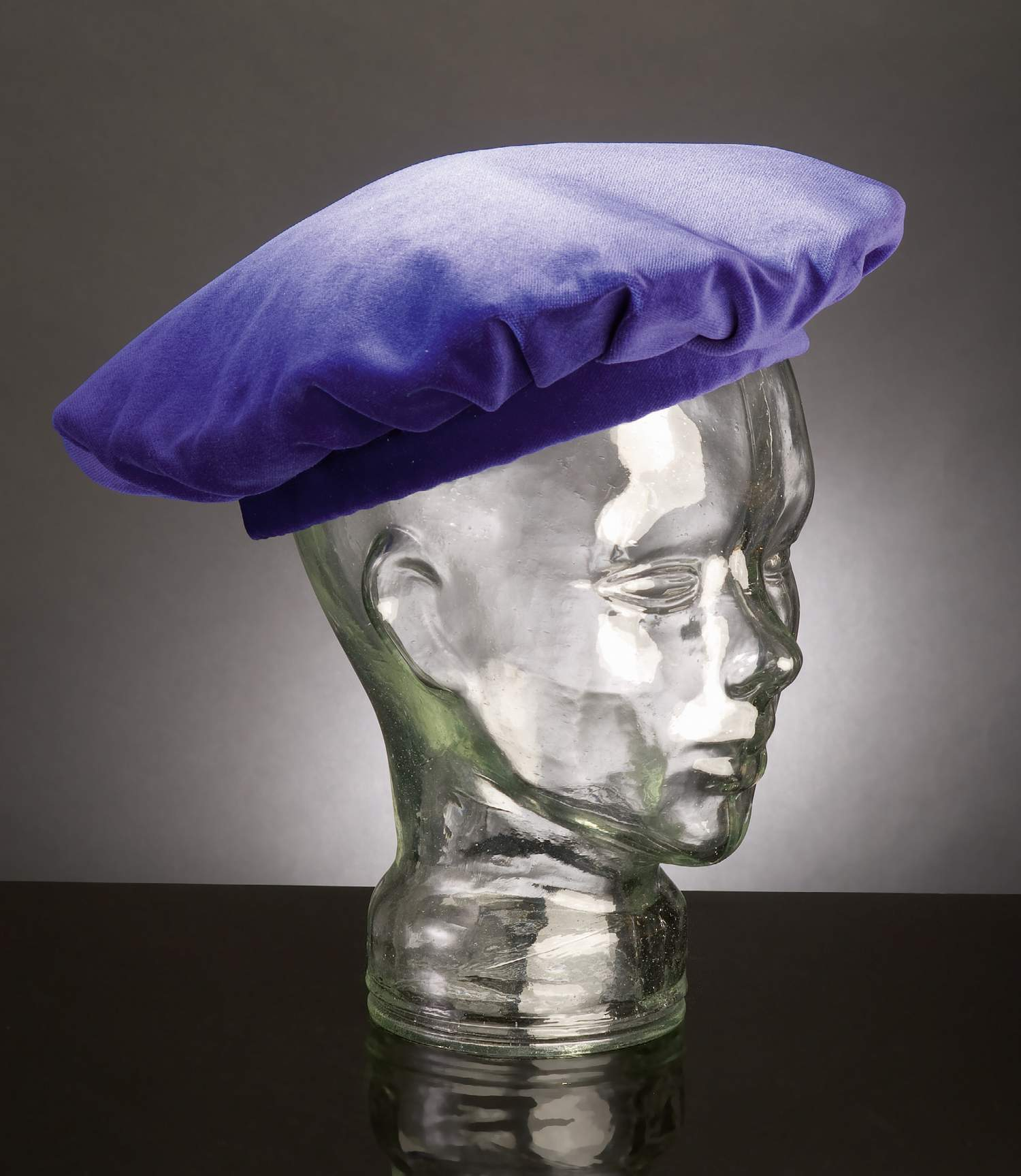
Barrette de Kurhessen-Waldeck.